# Åken
Åken är en sjö i Norrköpings kommun i Östergötland och ingår i Motala ströms huvudavrinningsområde.